# Chính sách giày cao gót

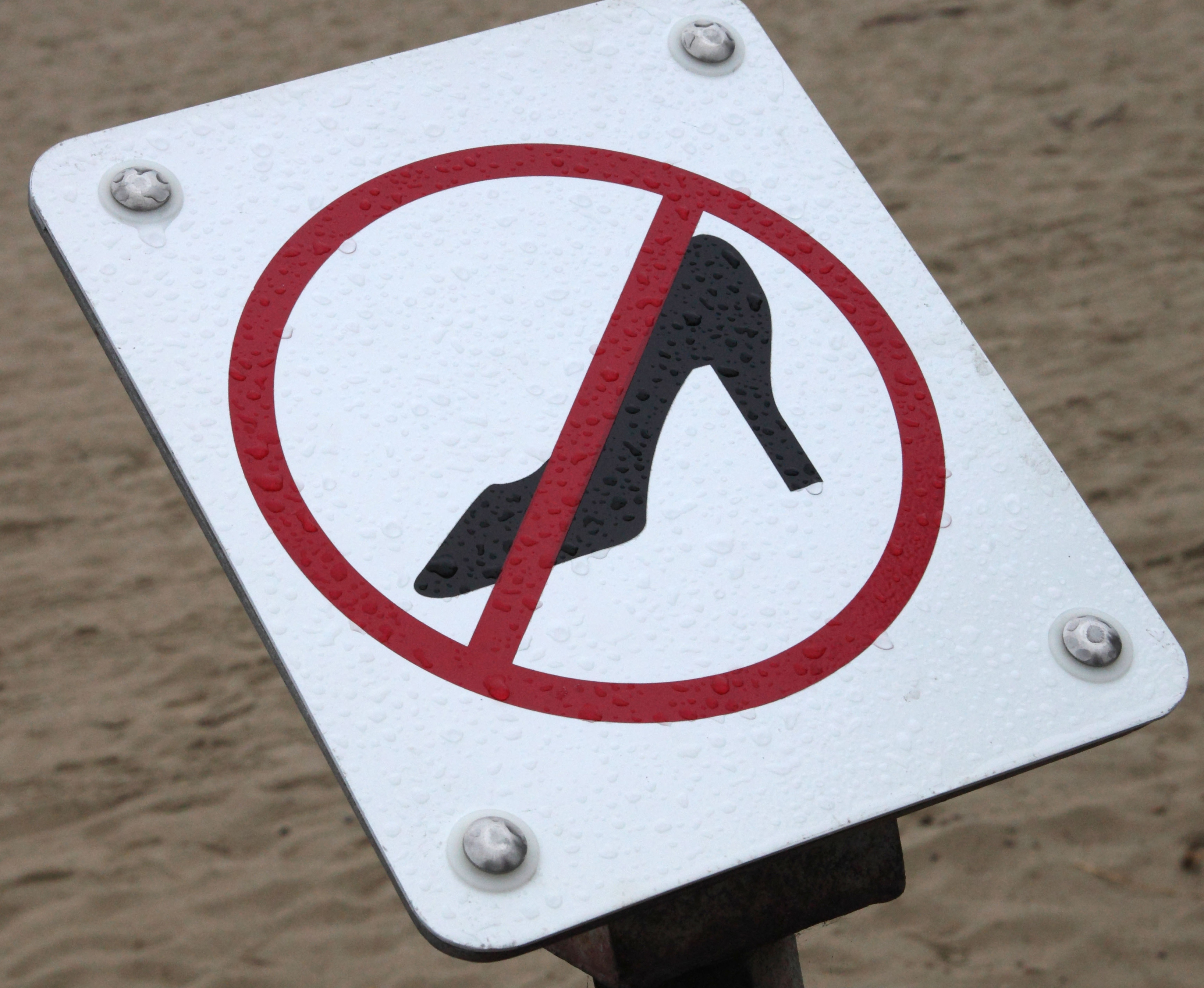
Giày cao gót bị luật pháp và chính sách hạn chế ở nhiều địa điểm như trường học, bảo tàng và các địa phương như Mobile, Alabama. Trong trường hợp này, tấm biển cấm giày cao gót ở Stearns Wharf thuộc Santa Barbara, California.

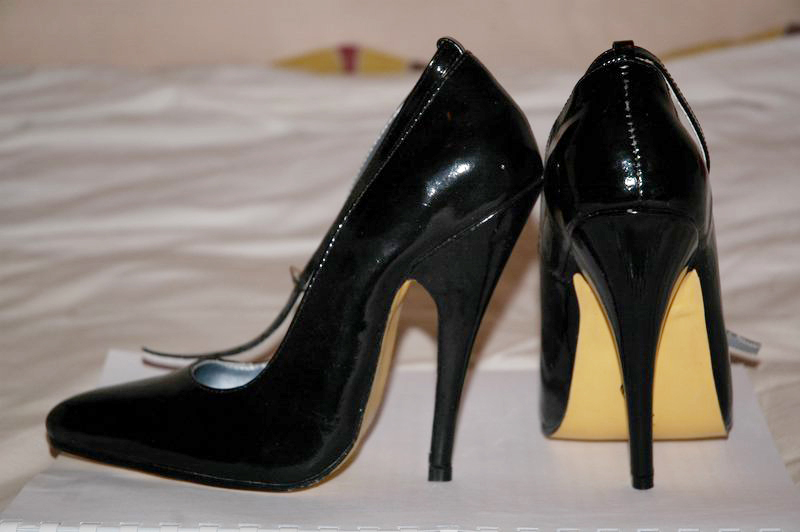
Một đôi giày cao cổ/giày đế bằng có gót nhọn 12 cm

Chính sách giày cao gót (tiếng Anh: High heel policy) là một quy định hoặc luật lệ về việc phụ nữ phải đi giày cao gót, có thể bắt buộc hoặc bị cấm ở những nơi và trường hợp khác nhau. Trong lịch sử phương Tây, giày cao gót gắn liền với giới quý tộc vì lý do thẩm mỹ, hòng nhấn mạnh địa vị xã hội trong giới thượng lưu vốn có thể mang những đôi giày không thực tế, giúp nâng chiều cao hoặc giữ cho đôi chân và áo dài sạch sẽ. Kiểu giày này về sau buộc phải tuân theo luật cấm xa hoa lãng phí. Qua thời kỳ hiện đại hơn, giày gót nhọn dần bị hạn chế khi chúng có thể làm hỏng bề mặt sàn hoặc gây tai nạn.
Tuy vậy, một số quy định về trang phục đòi hỏi phụ nữ phải đi giày cao gót làm họ cao hơn và trông quyến rũ hơn trong mắt nam giới. Những đôi giày như vậy có thể gây đau đớn và tổn thương bàn chân và đã xảy ra nhiều cuộc biểu tình phản đối chính sách giày cao gót của lao động nữ. Năm 2016, một nhân viên lễ tân người Anh bị công ty sa thải vì không đi giày cao gót rồi sau người này đã đệ trình bản kiến nghị thu hút đủ sự ủng hộ để được Quốc hội Anh xem xét.

## Quy định ngăn cản việc đi giày cao gót

### Lịch sử quy định
Năm 1430, những đôi giày đế bục gọi là chopine có lúc cao tới 30 inch (76 cm). Luật Venezia sau đó đã giới hạn chiều cao ở mức ba inch—nhưng quy định này đã bị phớt lờ mau chóng. Một đạo luật thế kỷ 17 ở Massachusetts đã công bố rằng phụ nữ sẽ bị đối xử như phù thủy nếu họ dụ dỗ đàn ông kết hôn bằng cách sử dụng giày cao gót. Năm 1770, một đạo luật đệ trình trước Quốc hội Anh sẽ áp dụng các hình phạt tương tự như phép phù thủy đối với việc sử dụng giày cao gót và các đồ dùng thẩm mỹ khác.

### Vấn đề bề mặt sàn nhà
Áp lực dưới gót chân nhọn lớn hơn (trên một đơn vị diện tích rất nhỏ) so với áp lực dưới chân voi. Do vậy, khi gót nhọn quá khít dần thịnh hành hơn vào thập niên 1950, chủ sở hữu của nhiều loại công trình đã trở nên lo ngại về ảnh hưởng của số lượng lớn những chiếc gót như vậy đối với sàn nhà của họ, đặc biệt là trong các tòa nhà công cộng dính đến yếu tố lịch sử và có lưu lượng khách ra vào cao. Cụ thể, người ta lo ngại rằng gót giày sẽ làm hỏng một số loại lớp phủ sàn hoặc gây ra những tai nạn nhỏ do gót giày bị kẹt trong tấm lưới lót sàn, khoảng trống trên ván hoặc các bề mặt không bằng phẳng. Nền đất yếu ngoài trời cũng gây ra các vấn đề, ảnh hưởng đến cả bề mặt và người mang giày. Sàn gỗ dễ bị hư hại nhất, nhưng thảm, vải sơn và sàn khảm cũng được coi là có nguy cơ bị hư hỏng. Các biển báo cấm đi giày cao gót thường xuyên được đăng tải dù nhìn chung không hiệu quả cho lắm. Một bài viết năm 1963 đăng trên tạp chí bảo trì công trình xây dựng của Mỹ đã nêu, "Việc thay thế sàn nhà được ước tính đã tiêu tốn ít nhất nửa tỷ đô la trên toàn quốc kể từ khi thời trang gót nhọn ra đời." Cục Lâm nghiệp Bộ Nông nghiệp Hoa Kỳ tuyên bố vào năm 1963 rằng "với kiểu dáng thay đổi, vấn đề gót nhọn đã giảm bớt". Ngoài ra, giày cao gót có khả năng thể hiện sự bất cẩn do nguyên đơn gánh chịu trong các vụ thương tích cá nhân ở Mỹ liên quan đến tai nạn trượt và ngã.

## Quy định yêu cầu đi giày cao gót

### Truyền thông và thời trang
Một số phụ nữ đã thách thức kỳ vọng rằng phụ nữ nên đi giày cao gót trong các tình huống xã hội trang trọng. Năm 2015, một nhóm phụ nữ bị từ chối tham gia buổi chiếu ra mắt phim tại Liên hoan phim Cannes ở Pháp vì đi giày bệt, trong đó có một phụ nữ không thể đi giày cao gót do vừa phẫu thuật một bàn chân. Những người phụ nữ này phàn nàn rằng đây là một chính sách phân biệt giới tính buộc phụ nữ phải có ngoại hình rập khuôn; các nhà tổ chức liên hoan phim về sau đã phản hồi rằng không có chính sách chính thức nào về giày dép và tuyên bố rằng họ sẽ nhắc nhở các nhân viên trải thảm đỏ về chuyện này.

### Tại nơi làm việc
Một số quy định về trang phục yêu cầu phụ nữ phải đi giày cao gót, và vài tổ chức y tế đã kêu gọi cấm các quy định về trang phục như vậy. Nhiều người phụ nữ đã biểu tình phản đối chính sách kiểu này. Các luật lệ liên quan đến quy tắc ăn mặc đòi hỏi phụ nữ phải đi giày cao gót ở nơi làm việc là khác nhau.
Có ý kiến cho rằng giày cao gót ở nơi làm việc phải được đánh giá sức khỏe và an toàn.

### Canada
Luật pháp Canada cho phép các hướng dẫn về quy định trang phục được chấp nhận ở nơi làm việc nhằm đảm bảo rằng nhân viên có thể hoàn thành công việc của họ một cách an toàn và hiệu quả. Thế nhưng việc bao gồm mang giày cao gót trong các hướng dẫn này đã gây ra tranh cãi. Một số nghiên cứu tại nơi làm việc cho thấy rằng phụ nữ trong ngành dịch vụ khách sạn đi giày cao gót đã bị chấn thương sau khi vấp, ngã hoặc trượt chân. Ngoài ra, các yêu cầu về ngoại hình khác nhau đối với nhân viên nam và nữ có khả năng bị coi là phân biệt đối xử.
Năm 2014, những nữ hầu bàn tại ba chuỗi nhà hàng ở Calgary, Alberta, Canada, tuyên bố rằng họ bắt buộc phải đi giày cao gót tại nơi làm việc mặc dù họ kêu đau và bị thương. Ban quản lý trả lời rằng không có chính sách bằng văn bản nào về việc đi giày cao gót.
Tháng 4 năm 2017, tỉnh British Columbia của Canada đã sửa đổi luật nơi làm việc nhằm ngăn chặn chủ lao động đòi phụ nữ đi giày cao gót tại nơi làm việc. Thủ hiến tỉnh British Columbia Christy Clark tuyên bố rằng chính phủ đang "thay đổi quy định này nhằm ngăn chặn hành vi không an toàn và phân biệt đối xử này." Các tỉnh khác của Canada cũng làm theo như vậy.

### Mỹ
Vào giữa thập niên 1990, một số hãng hàng không có trụ sở tại Mỹ đề nghị nữ tiếp viên hàng không phải đi giày có gót. Chiều cao gót tối thiểu dao động từ một inch rưỡi đến hai inch theo quy định của USAir. Các tiếp viên hàng không đôi khi tránh bị kiểm duyệt bằng cách thay giày thoải mái hơn trong chuyến bay, vì giám sát viên của họ ít có mặt ở đó hơn.
Chính sách buộc phụ nữ phải đi giày cao gót đã bị thách thức ở một số địa điểm. Năm 2001, nhóm nữ hầu bàn cocktail ở Las Vegas đã tổ chức thành công chiến dịch "Kiss My Foot" trong việc khiến các sòng bạc nới lỏng quy định đi giày cao gót của họ.

### Anh
Năm 2009, Hội Bác sĩ nắn khớp xương và Bác sĩ chuyên khoa chân của Vương quốc Anh đã công bố một báo cáo nêu rõ những nguy hiểm của việc đi giày cao gót trong thời gian dài và tiếp cận công đoàn và giới chủ lao động để hợp tác về các biện pháp nhằm đảm bảo hoàn thành việc đánh giá rủi ro đối với giày dép của phụ nữ, và đưa ra các giải pháp thay thế cho giày cao gót vốn dĩ được coi là không tốt cho sức khỏe.
Chính sách tương tự được thử nghiệm một lần nữa ở Anh vào năm 2016 bắt nguồn từ vụ một nhân viên lễ tân tạm thời tên là Nicola Thorp bị đuổi về nhà mà không được trả công sau khi cô từ chối tuân theo quy định về trang phục tại văn phòng kế toán PricewaterhouseCoopers. Công ty thuê ngoài Portico tuyên bố rằng Thorp "đã ký các hướng dẫn về ngoại hình" nhưng sau khi Thorp đưa ra một bản kiến nghị trực tuyến—"Việc công ty yêu cầu phụ nữ đi giày cao gót tại nơi làm việc là bất hợp pháp"—công ty đã thay đổi chính sách của họ. Hướng dẫn mới nói rằng tất cả nhân viên nữ "có thể đi giày bệt hoặc giày cao gót tùy thích." Bản kiến nghị đã nhận được sự ủng hộ rộng rãi của các nhân vật công chúng như Bộ trưởng thứ nhất Scotland Nicola Sturgeon và các nghị sĩ Caroline Dinenage, Margot James và Tulip Siddiq. Hai ủy ban quốc hội vào tháng 1 năm 2017 quyết định rằng Portico đã vi phạm luật; buộc công ty phải thay đổi các điều khoản tuyển dụng. Bản kiến nghị đã thu được hơn 130.000 chữ ký, đủ cho một cuộc tranh luận tại Quốc hội Anh. Vụ việc xảy ra vào ngày 6 tháng 3 năm 2017, khi các nghị sĩ quyết định chính phủ Vương quốc Anh nên thay đổi luật nhằm ngăn chặn yêu cầu của chủ lao động. Tuy nhiên, điều này đã bị chính phủ bác bỏ vào tháng 4 năm 2017 vì họ tuyên bố rằng luật hiện hành này đã "thoả đáng" rồi. Pháp luật hiện hành cho phép phụ nữ bắt buộc phải đi giày cao gót, nhưng chỉ khi nó được coi là một yêu cầu công việc và những người đàn ông làm cùng công việc cần phải ăn mặc ở "mức độ lịch sự tương đương".

### Israel
Năm 2015, hãng hàng không El Al của Israel đã đưa ra quy định nữ tiếp viên hàng không phải đi giày cao gót cho đến khi hành khách đã ngồi hẳn vào ghế của mình. Công đoàn hãng hàng không tuyên bố rằng quy định này gây nguy hiểm cho sức khỏe và sự an toàn của đội ngũ tiếp viên hàng không và hướng dẫn các thành viên của hãng bỏ qua quy định này. Cuối năm đó, quy định này bị gỡ bỏ.

### Philippines
Cũng trong năm 2017, Philippines đã cấm các công ty bắt buộc nhân viên nữ phải đi giày cao gót tại nơi làm việc.

### Nhật Bản
Năm 2019, bản kiến nghị chống bắt buộc đi giày cao gót được khởi động ở Nhật Bản qua hashtag #KuToo, pha trộn phong trào #MeToo với các từ tiếng Nhật dùng để chỉ giày (kutsu) và đau đớn (kutsuu). Bộ trưởng Bộ Lao động Nhật Bản nhận xét rằng giày cao gót là vật dụng cần thiết đối với phụ nữ.